# Stanisław Bejger
Stanisław Bejger (ur. 12 listopada 1929 w Piątkowie) – polski polityk i dyplomata, minister-kierownik Urzędu Gospodarki Morskiej (1981–1982), zastępca członka Biura Politycznego KC PZPR (1982–1988) i ambasador Polski w Austrii w latach 1988–1990. Poseł na Sejm PRL IX kadencji (1985–1989).

## Życiorys
Urodził się w rodzinie chłopskiej jako syn Leona, kowala i Janiny. Od 1943 do 1946 był gońcem i urzędnikiem w starostwie powiatowym w Wąbrzeźnie. Przeniósł się na Wybrzeże Gdańskie, zdał maturę w III Państwowym Gimnazjum i Liceum (tzw. Topolówce) w Gdańsku, w latach 1946–1951 był inspektorem audycji radiowych (cenzorem) w Polskim Radiu Gdańsk, także sekretarzem i wiceprzewodniczącym Rady Zakładowej Związków Zawodowych. W styczniu 1945 wstąpił do Polskiej Partii Robotniczej, a w grudniu 1948 wraz z nią do Polskiej Zjednoczonej Partii Robotniczej. Ukończył Wyższą Szkołę Handlu Morskiego w Sopocie (1948). W latach 1951–1954 był zastępcą kierownika Wydziału Morskiego Komitetu Wojewódzkiego PZPR w Gdańsku, a w okresie 1959–1961 I sekretarzem Komitetu Zakładowego PZPR przy Polskich Liniach Oceanicznych w Gdyni i członkiem egzekutywy tamtejszego Komitetu Miejskiego partii. W egzekutywie KM w Gdyni zasiadał także od 1963 do 1966, a w latach 1967–1971 w egzekutywie Komitetu Wojewódzkiego PZPR w Gdańsku. Był także przewodniczącym Komisji Morskiej przy tymże KW.
W 1958 został absolwentem Wyższej Szkoły Ekonomicznej w Sopocie i Wyższej Szkoły Nauk Społecznych przy KC PZPR oraz związał się z resortem żeglugi, m.in. był starszym radcą w Ministerstwie Żeglugi (1958–1959), wicekonsulem PRL w Aleksandrii (1961–1963), następnie dyrektorem Zakładu Eksploatacji Polskich Linii Oceanicznych (1963–1966) i dyrektorem naczelnym PLO (1966–1976). 
W latach 1961–1980 był tajnym współpracownikiem wywiadu wojskowego PRL (Zarządu II Sztabu Generalnego) o pseudonimie „Rektor”.
Od 1976 do 1980 pełnił funkcję radcy handlowego przy Ambasadzie PRL w Helsinkach. Powrócił do PLO, gdzie powierzono mu funkcję dyrektora Zakładu Linii Azjatyckich i Australijskich (1980–1981) Od 3 lipca 1981 do 26 stycznia 1982 był ministrem-kierownikiem Urzędu Gospodarki Morskiej w rządzie Wojciecha Jaruzelskiego. W latach 1982–1988 był I sekretarzem Komitetu Wojewódzkiego PZPR w Gdańsku i zastępcą członka Biura Politycznego Komitetu Centralnego PZPR. W latach 80. wchodził również w skład Rady Redakcyjnej organu teoretycznego i politycznego KC PZPR „Nowe Drogi” oraz piastował funkcję przewodniczącego Komisji Morskiej KC PZPR. W 1983 wybrany w skład Zarządu Głównego Towarzystwa Przyjaźni Polsko-Radzieckiej. Przez 2 kadencje był przewodniczącym Zarządu Wojewódzkiego TPPR w Gdańsku.
Był także prezesem Gdańskiego Okręgowego Związku Żeglarskiego, a w 1981 prezesem Zarządu Głównego Polskiego Związku Żeglarskiego. 
W latach 1985–1989 był posłem na Sejm PRL IX kadencji, a w latach 1988–1990 ambasadorem PRL/RP w Austrii.

## Odznaczenia (lista niepełna)
Wśród nadanych mu odznaczeń znajdują się m.in.:
- Krzyż Komandorski Orderu Odrodzenia Polski[6]
- Krzyż Kawalerski Orderu Odrodzenia Polski
- Order Sztandaru Pracy I klasy
- Order Sztandaru Pracy II klasy
- Złoty Krzyż Zasługi
- Order Uśmiechu (1975)[7]
- Medal im. Ludwika Waryńskiego (1988)[8]
- Medal 30-lecia Słowackiego Powstania Narodowego i wyzwolenia Czechosłowacji przez Armię Radziecką (Czechosłowacja, 1975)[9]
- Złoty Medal ze Wstęgą (1972, nadany przez Czechosłowackie Towarzystwo do Spraw Międzynarodowych)[10]
- Medal jubileuszowy „Czterdziestolecia zwycięstwa w Wielkiej Wojnie Ojczyźnianej 1941–1945” (ZSRR, 1985)[11]
- jubileuszowy Medal 100. Rocznicy Urodzin Georgi Dymitrowa (Bułgaria, 1983)[12]
- Medal pamiątkowy „40-lecia PZPR” (1988)[13]
- wiele innych odznaczeń państwowych, resortowych, regionalnych i organizacyjnych